# 우드타 펀자브
우드타 펀자브(Udta Punjab)는 인도에서 제작된 아비쉑 초베이 감독의 2016년 범죄, 드라마, 스릴러 영화이다. 알리아 바트 등이 주연으로 출연하였고 비카스 발 등이 제작에 참여하였다.

## 출연

### 주연
- 알리아 바트
- 샤히드 카푸르
- 딜지트 도사니
- 카리나 카푸르